# Hardcore Hall of Fame
La Hardcore Hall of Fame è una delle tante Arche della Gloria che riguardano il wrestling. Ha sede presso la 2300 Arena di Filadelfia, Pennsylvania. Fu inaugurata per onorare la carriera di lottatori professionisti ed addetti ai lavori che contribuirono alla diffusione e alla storia dell'hardcore wrestling, uno stile particolarmente violento e brutale di lotta.

## Storia
La Hall of Fame venne fondata nel 2002 a seguito della morte dell'ex wrestler della Extreme Championship Wrestling Rocco Rock, deceduto per un attacco cardiaco mentre era in viaggio per partecipare a uno show alla 2300 Arena della Pro-Pain Pro Wrestling.
Degli stendardi commemorativi con i nomi dei membri ammessi vengono esposti permanentemente all'interno della 2300 Arena.

## Albo d'oro
| Anno | Nome d'arte         | Nome reale                                     |
| ---- | ------------------- | ---------------------------------------------- |
| 2002 | Rocco Rock          | Theodore James Petty                           |
| 2005 | Terry Funk          | Terrence Funk                                  |
| 2007 | Johnny Grunge       | Michael Lynn Durham                            |
| 2007 | The Sandman         | James Fullington                               |
| 2008 | John Zanzig         | John Corson                                    |
| 2009 | Eddie Gilbert       | Thomas Edward Gilbert Jr.                      |
| 2009 | Chris Candido       | Christopher Barrett Candito                    |
| 2009 | Tod Gordon          | Fondatore della Extreme Championship Wrestling |
| 2009 | Sabu                | Terry Michael Brunk                            |
| 2010 | Trent Acid          | Michael Verdi                                  |
| 2010 | Jerry Lynn          | Jeremy Lynn                                    |
| 2010 | Tommy Dreamer       | Thomas James Laughlin                          |
| 2011 | Fans alla ECW Arena | In onore del pubblico della ECW Arena          |
| 2014 | The Blue Meanie     | Brian Daniel Heffron                           |
| 2014 | The Pitbulls        | Anthony Durante & Gary Wolfe                   |
| 2014 | 2 Cold Scorpio      | Charles Bernard Scaggs                         |
| 2014 | Shane Douglas       | Troy Allan Martin                              |
| 2015 | Dean Malenko        | Dean Simon                                     |
| 2015 | Eddie Guerrero      | Eduardo Gory Guerrero Llanes                   |
| 2021 | The Road Warriors   | Joseph Laurinaitis & Michael Hegstrand         |
| 2022 | Rob Van Dam         | Robert Szatkowski                              |
| 2024 | Team 3D             | Devon Hughes & Mark LoMonaco                   |